# Đỗ An
Đỗ An (chữ Hán: 杜安), tự Bá Di, người huyện Định Lăng, quận Dĩnh Xuyên , quan viên nhà Đông Hán trong lịch sử Trung Quốc.

## Cuộc đời
An lên 10 tuổi thì nổi tiếng ở quê nhà, lên 13 tuổi thì gia nhập Thái học, được đặt hiệu là Kỳ đồng hay Thần đồng. An nổi tiếng là biết nhìn người, tính thanh cao thoát tục. Lạc Dương lệnh Chu Hu mấy lần thăm hỏi, An luôn tránh né không gặp. Bấy giờ quyền quý hâm mô đức hạnh của An, nhiều người gởi thư cho ông. An không mở thư ra, lại lo có hậu hoạn, bèn giấu thư ở trong vách. Về sau có kẻ gởi thư phạm tội lớn, liên lụy đến những người giao thiệp với hắn ta. Quan viên tra án đến cửa, An bèn mở vách lấy thư ra, dấu niêm phong vẫn còn như cũ, được người đương thời khen là biết lo xa.
Tam công đều vời An, lấy Công xa đặc trưng, bái ông làm Uyển (huyện) lệnh. Trước đó huyện Uyển có kẻ báo thù, huyện lệnh tiền nhiệm không nỡ trị tội, bèn cùng anh ta bỏ trốn. Có kẻ trong đám cường hào của huyện cáo giác nơi ở của họ, khiến họ bị bắt. An rất căm ghét, đến nhiệm chức thì khép hắn ta vào tội chết, phơi thây ở chợ. Sợ hữu tư đàn hặc, An tự miễn chức. Sau đó An được trưng làm Ba Quận thái thú, lấy chính mình làm gương, dùng lễ thay đổi thói tục.
An bệnh mất khi đang ở chức, lấy quần áo thường ngày để liệm, quan tài không sơn đen, con cái tự đẩy xe. Châu quận khen An là người hiền, dâng biểu chương xin xây mộ lớn.

## Hậu nhân
Con trai là Đỗ Căn, chắt nội là Đỗ Tập, sử cũ có truyện.